# Sípia comuna
La sípia comuna o sípia europea (Sepia officinalis) és una de les espècies de sípies més grosses i més conegudes. El mantell del seu cos fa 49 cm de llargada i pesa uns 4 kg. Aquestes sípies d'aigües tropicals són més petites i el seu mant rarament passa de 30 cm.
Aquesta espècie és nativa del mar Mediterrani, Mar del Nord i Mar Bàltica però es creu que també n'hi ha a les costes de Sud-àfrica. Viu en llits marins de sorra i fang d'uns 200 m de fondària.
La sèpia si és femella, en el centre i a cada costat, es veuen uns lòbuls de color taronja: són les glàndules nidimentàries accessòries. A continuació, hi trobem unes grans bosses nacrades: les glàndules nidimentàries. A la part posterior i dorsal, presenta un òrgan voluminós i esfèric que correspon a l'ovari. Si és mascle, observem un testicle que en surt un conducte deferent i més anterior hi ha el sac espermatofòric. Observa que l'embut es perllonga i s'eixampla en una massa que presenta a cada costat dues cavitats anomenades traus.

## Reproducció
La sípia mascle amb estampat de ratlles zebra es mostra durant l'època de reproducció
La sípia assoleix la maduresa sexual entre els 14 i els 18 mesos d'edat. Durant l'època de reproducció, que es dona durant la primavera i l'estiu en aigües poc profundes, la sípia mascle mostrarà un patró de zebra en blanc i negre al seu mantell per atraure les femelles i les femelles mostraran un color gris uniforme per indicar que estan preparades per aparellar-se. Les sípies són de fertilització interna i el nombre d'ous fecundats pot oscil·lar entre 100 i 1.000. Després de la fecundació dels ous, romandran a l'oviducte de la femella entre 30 i 90 dies abans de la posta. Els ous s'adhereixen a les algues, closques o altres substrats per evitar que s'allunyin i mig coberts de dipòsits de tinta per ajudar-los en el camuflatge.